# Medvedeve, Kroleveț
Medvedeve (în ucraineană Медведеве) este un sat în comuna Bilohrîve din raionul Kroleveț, regiunea Sumî, Ucraina.

## Demografie
Componența lingvistică a localității Medvedeve
     Ucraineană (95,24%)
     Rusă (4,76%)
Conform recensământului din 2001, majoritatea populației localității Medvedeve era vorbitoare de ucraineană (95,24%), existând în minoritate și vorbitori de rusă (4,76%).